# Leyla Hussein
Leyla Hussein (tiếng Somalia: Leyla Xuseen) là một nhà trị liệu tâm lý và nhà hoạt động xã hội người Somali. Cô là người sáng lập dự án Dahlia , một trong những người đồng sáng lập tổ chức phi lợi nhuận Daughters of Eve và là Giám đốc điều hành của Hawa's Haven.

## Cuộc sống cá nhân
Hussein sinh năm 1980 tại Somalia, xuất thân trong một gia đình trí thức thượng lưu.
Sau khi học phổ thông ở Somali, Hussein di cư đến Vương quốc Anh và học tư vấn trị liệu từ Đại học Thames Valley.

## Nghề nghiệp
Hussein đã làm việc mười năm trong ngành sức khỏe sinh sản sau một thời gian làm công tác cộng đồng tiếp cận với thanh niên. Hussein làm việc cho phòng khám African Well Woman ở Waltham Forest, nơi cô làm việc chặt chẽ với những nạn nhận nạn cắt bỏ bộ phận sinh dục nữ (FGM) từ Anh . Leyla làm việc tại dự án NAZ London với tư cách là chuyên gia tư vấn sức khỏe tình dục cho những người Somali bị ảnh hưởng bởi HIV và AIDS. Năm 2010, cô cùng với Nimco Ali và Sainab Abdi thành lập Daughters of Eve. Tổ chức phi lợi nhuận này được thành lập để giúp đỡ phụ nữ và trẻ em gái, với trọng tâm là cung cấp giáo dục và nâng cao nhận thức về FGM. Bản thân Hussein là một nạn nhân FGM. Sau khi mang thai, cô muốn bảo đảm sự an toàn về thể chất của con gái và điều đó đã thôi thúc cô bắt đầu chiến dịch để thay đổi cách các cô gái trên toàn cầu được bảo vệ khỏi mọi hình thức gây hại .
Ngoài ra, Hussein là Giám đốc điều hành của Hawa's Haven, một liên minh gồm các nhà vận động phụ nữ Somalia và các nhà hoạt động cộng đồng nhằm nâng cao nhận thức về bạo lực giới tính. Cô cũng điều hành dự án hỗ trợ của nhóm trị liệu Dahlia, được thành lập với sự hợp tác của Dự án hỗ trợ sức khỏe của Manor Garden, nơi cô làm Tư vấn đào tạo độc lập, cũng như Người hướng dẫn cộng đồng .
Leyla là đại sứ toàn cầu cho The Girl Generation , một chương trình truyền thông thay đổi xã hội nhằm mục đích chấm dứt FGM trong một thế hệ tới, hiện đang làm việc tại 10 quốc gia châu Phi.
Là một chuyên gia y tế, Hussein hợp tác chặt chẽ với cảnh sát Anh thông qua Dự án Azure. Hussein trước đây là cố vấn cho chiến dịch END FGM-Châu Âu được Tổ chức Ân xá Quốc tế hỗ trợ, phát biểu trong vai trò này trước các cơ quan lập pháp của Cộng hòa Síp, Vienna và London. Ngoài ra, Hussein ngồi trong hội đồng quản trị của Nhóm Tư vấn Sáng kiến FGM đặc biệt  và Nhóm tư vấn Quỹ Hoa Sa mạc, tổ chức từ thiện do Waris Dirie tài trợ, và nhóm Tư vấn Hoàng gia về Bạo hành Chống lại Phụ nữ và Trẻ em gái) . Cô cũng từng ngồi trong Hội đồng quản trị của Dự án Naz London.

## Bài giảng và bài nói chuyện
Bên cạnh công việc tư vấn và trị liệu tâm lý, Hussein còn được mời phát biểu về các vấn đề liên quan đến con gái, phụ nữ và nhân quyền trên nhiều nền tảng khác nhau bao gồm TedX, Diễn đàn Tự do Oslo , Lễ hội Phụ nữ Thế giới, Lễ hội Fuse, Lễ hội AKE, Nhà tạo mẫu Sự kiện và nhiều hơn nữa.
Cô đã phát biểu trong nhiều chương trình phát thanh và truyền hình bao gồm Radio World Service, BBC World, Have Your Say, Women Hour, Universal TV, BBC TV, Al Jazeera TV, Channel 5, CNN, ABC. Cô hiện đang bắt đầu trên podcast The Guilty Feminists  và gần đây đã được phỏng vấn bởi Jay Nordlinger.
Vào năm 2013, Leyla đã trình bày The Cruel Cut, một bộ phim tài liệu về công việc chấm dứt FGM ở Anh và được phát sóng trên Kênh 4. Nó ngay lập tức trở thành phim tài liệu đột phá giúp thay đổi chính sách và luật pháp của Anh về cách giải quyết FGM. Bộ phim tài liệu và Leyla đã được đề cử BAFTA vào năm 2014 .
Leyla đã được mời phát biểu tại một số trường đại học trong những năm qua bao gồm Cambridge, Oxford, UCL , Đại học West London, Columbia, Banard, Georgetown, Harvard và Đại học Penn .

## Giải thưởng
Hussein đã nhận được một số giải thưởng cho công việc của mình. Trong số này có Giải thưởng Phá vỡ Rào cản PCT năm 2008, Giải thưởng Phụ nữ vận động toàn cầu năm 2010, Giải thưởng Emma Humphrey năm 2011, Giải thưởng đặc biệt Lin Groves, Giải thưởng Danh dự Chân chính năm 2012 của tổ chức Quyền phụ nữ Iran và Kurd, BBC 100 Phụ nữ 2013, Đại sứ Giải thưởng Hòa bình của Liên đoàn Hòa bình Liên tôn giáo và Quốc tế , Danh sách 500 Debbets kể từ năm 2014.
Ngoài ra, Hussein và Ali đã nhận được một giải thưởng cộng đồng / từ thiện tại giải Người phụ nữ của năm 2014 trên Red Magazine cho công việc của họ ở Daughters of Eve. Họ cũng xếp thứ sáu trong danh sách Woman's Hour Power 2014.